# SpongeBob Comics
SpongeBob Comics — серия комиксов, которая издавалась в 2011—2018 годах. Основана на мультсериале «Губка Боб Квадратные Штаны».

## Синопсис
Каждый выпуск включает в себя разные истории.

## История
В ноябре 2010 года United Plankton Pictures объявила о выпуске серии комиксов, посвящённой Губке Бобу и второстепенным персонажам, совместно с Bongo Comics Group, издательством комиксов, основанным в 1993 году Мэттом Грейнингом.
Серия дебютировала в феврале 2011 года под названием SpongeBob Comics, и изначально планировалось, что она будет выходить раз в два месяца, но с июня 2012 года стала ежемесячной. Помимо Хилленберга, первым выпуском занимались такие авторы, как Джеймс Кочалка, Хилари Барта, Грэм Эннабл, Грегг Шигиел и Джейкоб Шабо. Тринадцатый выпуск, посвящённый Хэллоуину, был выпущен в октябре 2012 года, над ним работали: Стивен Р. Биссетт, Тони Миллионер, Эл Джаффи и Дерек Драймон. В следующем году был выпущен ещё один выпуск на тему Хэллоуина, одним из авторов выступил мультипликатор Мэтт Грейнинг.
В июне 2013 года United Plankton выпустила SpongeBob Annual-Size Super-Giant Swimtacular #1. Главный редактор Крис Даффи сказал, что ежегодник был создан специально для фанатов супергероев. Обложку к нему нарисовал Джейкоб Шабо, вдохновляясь ежегодниками Marvel Comics 1960-х годов. Среди соавторов были Драймон, Кочалка, Барта, Рамона Фрадон, Чак Диксон, Джерри Ордуэй и Винсент Депортер. Второй ежегодник, посвящённый супергероям, вышел в июне 2014 года.
В 2018 году издание серии было приостановлено после 85 выпуска из-за закрытия Bongo Comics Group в октябре. Стивен Хилленбург умер через месяц, что сделало продолжение серии очень неопределённым.

## Отзывы
На сайте Comic Book Roundup серия имеет оценку 7,6 из 10 на основе 5 рецензий. Чад Неветт из Comic Book Resources, обозревая дебют, написал, что он «эффективно улавливает тон шоу и позволяет создателям время от времени представлять свои собственные взгляды на персонажей». Джей Калеб Моццокко из School Library Journal, рецензируя первый ежегодник, посчитал, что «пародия на супергероев по иронии судьбы делает его ещё более лёгким комиксом для читателей, не имеющих представления о мультфильме». Журналист CBR, рассматривающий этот ежегодник, отметил, что комикс может развлечь как детей, так и взрослых.